# 法伊爾·阿爾瑟諾夫
法伊爾·法塔赫烏雷·阿爾瑟諾夫（羅馬化：Fail Fättäx ulı Alsınov，羅馬化：Fail Fattakhovich Alsynov；1986年12月7日—），巴什基爾族民族主義者，政治活動家，以倡導巴什科爾托斯坦的自然保護、民族認同和語言保護而聞名。
2024年1月，他被判處四年徒刑，此判決在巴什科爾托斯坦引發數千人參與的一系列抗議活動。

## 早年生活和職業生涯
阿爾瑟諾夫于1986年12月7日出生於尤爾德巴耶沃村，后來在巴什基爾國立大學攻讀歷史學。阿爾瑟諾夫從2008年開始積極參與社會活動，很快的就成為巴什科爾托斯坦共和國自然保護示威活動的關鍵人物。除了在環保倡議方面積極發聲外，他還被譽為保護巴什基尔语和保護巴什基爾人民文化遺產的主要人物之一。阿爾瑟諾夫因2020年反對在庫什陶山（巴什基爾人視為聖山）開採石灰的抗議而聲名狼藉。這種激進主義極大地提高了他的知名度，特別是在巴什基爾人的圈子裡。他公開反對採礦活動令他的影響力擴大，同時吸引了更廣泛受眾的注意。

### 反對俄羅斯入侵烏克蘭
2022年，俄羅斯全面入侵烏克蘭，阿爾瑟諾夫對俄羅斯當局發出的動員令表示強烈批評，強調這可能對巴什基爾人民造成迫害。2022年12月，阿爾瑟諾夫在VKontakte上將克里姆林宮的「部分」軍事動員描述為「對巴什基爾人民的種族滅絕」。後來，他被警察以違反俄羅斯戰時審查法的罪名被處以10000盧布（即約113美元）的罰款。阿爾瑟諾夫的觀點引起了人們的擔憂，俄羅斯可能會部署過多的國内少數民族男子，包括巴什基爾人以參與針對烏克蘭的侵略。

## 刑事起訴
2023年4月，阿爾瑟諾夫參與了拜馬克區針對非法採礦的抗議活動，並發表了一篇演講，該演講後來成為當局起訴他的重要證據。在巴什科爾托斯坦共和國總統拉季·哈比羅夫親自提出的申訴中，當局聲稱，阿爾瑟諾夫在抗議期間對來自高加索和中亞的移工發表了貶低性言論，指責他用“黑人”等字眼稱呼「侵犯」了他們的「尊嚴」。此外，阿爾瑟諾夫還面臨「利用民族主義言論」和「主張將所有非巴什基爾人驅逐出共和國」的指控。
阿爾瑟諾夫強烈否認這些指控，聲稱他的演講内容是由隸屬於政府的語言專家從巴什基爾語的錯誤翻譯。同時，阿爾瑟諾夫認為，語言上的誤解嚴重扭曲了他的陳述的原意。 他的支持者發表的一份匿名獨立語言評估證實，阿爾西諾夫所使用的熟語“kara halyk”在巴什基爾語和其他突厥語中用來指“從事非技術性苦役的人群”。此外，阿爾瑟諾夫表示，他並不是說非巴什基爾人沒有權利在共和國生活或工作。相反，他強調他的意思是巴什基爾人必須保護他們的祖國，因為這是他們唯一的居住地。這項澄清旨在為他的言論提供背景，並挑戰當局對他提出的指控内容。

### 逮捕及示威
2024年1月17日，阿爾瑟諾夫被判處四年徒刑，引發拜馬克鎮法院大樓外的抗議活動。半島電視台估計約有3,000名示威者參與。這些抗議活動是俄羅斯自入侵烏克蘭以來最大規模的公眾集會之一。俄羅斯警方使用催淚瓦斯驅散示威者，造成40人受傷。